# Emoia klossi
Emoia klossi este o specie de șopârle din genul Emoia, familia Scincidae, descrisă de Boulenger 1914. Conform Catalogue of Life specia Emoia klossi nu are subspecii cunoscute.